# Centrale nucleare di Oldbury
La centrale nucleare di Oldbury è un impianto di generazione elettrica britannico, situato presso la città di Oldbury-on-Severn, nel South Gloucestershire, in Inghilterra. L'impianto è composto da due reattori Magnox da 434MW di potenza netta, entrambi spenti.

## Espansione dell'impianto
È prevista una espansione dell'impianto, con la costruzione di due reattori EPR o tre AP1000 della potenza totale netta di 3.500 MW circa, questi andrebbero a costituire la sezione B dell'impianto.